# Вухтым
Вухтым — посёлок в Прилузском районе республики Коми, административный центр сельского поселения Вухтым.

## География
Находится на берегах рек Луза, Тулом и Вухтым на расстоянии примерно 12 километров на север от центра района села Объячево.

## История
На данном месте возник в 1930-х посёлок спецпереселенцев, на топографических картах 1940-х на месте посёлка отмечены бараки (без названия). В 1955 году образовался Вухтымский лесопункт. Новый посёлок назвали Усть-Тулом, а 13 октября 1976 года поселок был переименован в Вухтым. В 1970 году в поселке жили 782 человека, в 1979—765 человек, в 1989—1003 человека, в 2000—931 человек.

## Население
| 1989 | 2002 | 2010 |
| ---- | ---- | ---- |
| 1001 | ↘879 | ↘755 |

Постоянное население составляло 879 человек (русские 60 %, коми 30 %) в 2002 году, 755 в 2010 году.